# Adam Pawlikowski

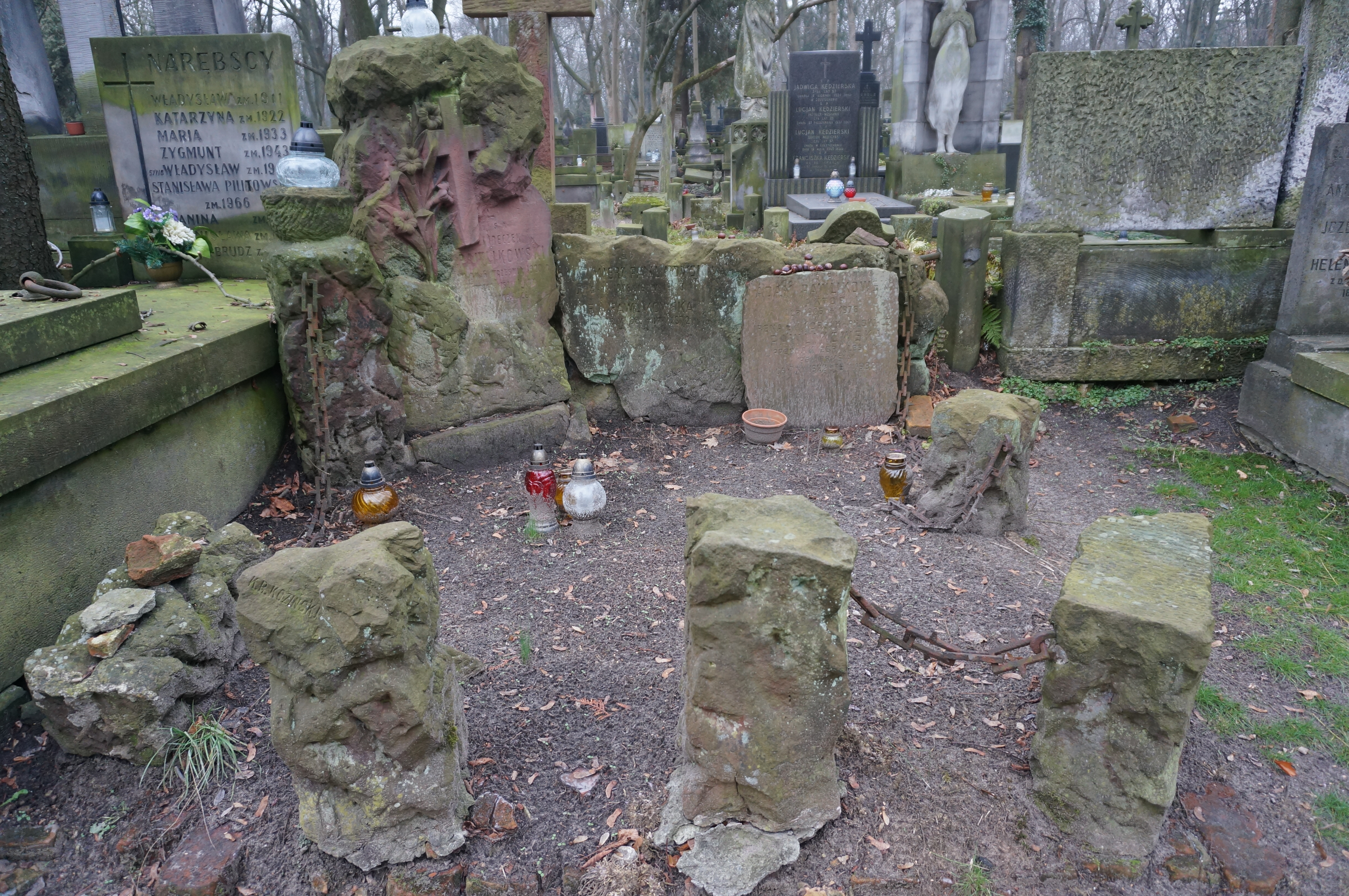
Grób Adama Pawlikowskiego na cmentarzu Powązkowskim

Adam Pawlikowski (ur. 21 listopada 1925 w Warszawie, zm. 17 stycznia 1976 tamże) – polski aktor niezawodowy, dziennikarz, krytyk filmowy, muzykolog, kompozytor. Nazywany „Dudusiem”. Był wirtuozem okaryny.

## Życiorys
Adam Pawlikowski urodził się w rodzinie Kazimierza i Zofii z Nowackich. Był żołnierzem pułku Armii Krajowej „Baszta”, a od 21 września 1944 roku – 21 pułku piechoty „Dzieci Warszawy”. W pierwszym dniu powstania warszawskiego został ranny. Po kapitulacji powstania trafił do Oflagu VII A Murnau. Wiosną 1945 roku, po wyzwoleniu z niemieckiej niewoli, wstąpił do 2 Korpusu Polskiego we Włoszech i rozpoczął studia medyczne. W 1947 roku wrócił do Polski. Studiował muzykologię, a w latach 1948–1957 zajmował się krytyką filmową i muzyczną. Później zajął się aktorstwem i grał w wielu polskich filmach. Do historii polskiego kina przeszła scena z jego udziałem z filmu Popiół i diament Andrzeja Wajdy – przy barze ze Zbigniewem Cybulskim zapalają alkohol w kieliszkach, jako znicze dla poległych.
Jego głos w niektórych filmach podkładał aktor Zygmunt Listkiewicz.
Zeznawał jako świadek oskarżenia w procesie przeciwko Januszowi Szpotańskiemu, autorowi „Cichych i gęgaczy”, za co został ukarany towarzyskim ostracyzmem, podejrzewany o współpracę z SB. Był w obrębie zainteresowań służb bezpieczeństwa (został w ich aktach określony jako kontakt poufny), ale o swoich kontaktach ze służbami informował wszystkich znajomych. Według słów Jana Olszewskiego, obrońcy w procesie Szpotańskiego, rola aktora była marginalna, a jego zeznanie zostało przez niego udzielone niechętnie (został na nie dowieziony z zakładu psychiatrycznego, w którym przypuszczalnie ukrył się przed sądem), z których następnie próbował się wycofywać. Jego rola została wyolbrzymiona przez „czarną legendę”, zwłaszcza niezasadne łączenie procesu ze śmiercią samobójczą, która była rezultatem długotrwałej choroby psychicznej (cyklofrenii).
W ostatnim okresie życia aktor borykał się z problemami finansowymi, żył na granicy ubóstwa (jadał u przyjaciół i znajomych), a problemy natury psychicznej uniemożliwiały mu podjęcie pracy zarobkowej. Zmarł śmiercią samobójczą, wyskakując z okna swojego warszawskiego mieszkania na ósmym piętrze w bloku na tyłach Alej Jerozolimskich. Był przyjacielem Andrzeja Wajdy.
Agnieszka Osiecka pisała o nim w Szpetnych czterdziestoletnich (1985):
"Adam dźwigał, że się tak wyrażę, trzeci koszyk intelektualny, koszyk metafizyczny. Ja sama w owych latach świeciłam światłem odbitym, byłam jak bombka na choince, łapałam promienie z różnych kierunków. Jednak Pawlikowski oświetlił mnie szczególnie silnie, biło od niego osobliwe, czarne światło. Dla wielu z nas był mistrzem lub pół-mistrzem. Pomnożył nasze życie o wartości, o których nie mieliśmy poprzednio pojęcia. Nas wzbogacając, sam biedniał i niszczył się z dnia na dzień. Mógłby ktoś powiedzieć, ze pożerała go choroba, ale czyż my sami nie jesteśmy chorobą, a choroba - nami?"
Został pochowany na cmentarzu Powązkowskim (kwatera H-1-14/15).

## Współpraca ze Służbą Bezpieczeństwa
Na początku lat sześćdziesiątych XX w. został zarejestrowany jako Kontakt Poufny pod pseudonimem „Adaś”. Z zapisów ewidencyjnych wynika, że został pozyskany przez Wydział VIII Departamentu II MSW. Materiały dotyczące jego współpracy ze Służbą Bezpieczeństwa zachowały się w Archiwum Instytutu Pamięci Narodowej pod sygnaturami AIPN 01434/279/J i AIPN 001102/2098/CD.

## Filmografia
- 1957: Kanał – Niemiec przy wylocie kanału
- 1958: Popiół i diament – Andrzej
- 1958: Pożegnania – oficer niemiecki w lokalu Feliksa
- 1959: Portret mężczyzny z medalem (etiuda szkolna)
- 1959: Wspólny pokój – Zygmunt Stukonis
- 1959: Biały niedźwiedź – major Rudolf von Henneberg
- 1959: Lotna – porucznik Witold Wodnicki
- 1960: Historia współczesna – mechanik Jerzy Biesiada
- 1960: Rozstanie – Żbik, syn hrabiny
- 1960: Zezowate szczęście – podchorąży Osewski
- 1960: Do widzenia, do jutra – widz w teatrze „Tik Tak”
- 1961: Zuzanna i chłopcy – kierownik schroniska
- 1961: Złoto – przyjaciel Piotra
- 1961: Historia żółtej ciżemki – herold zapowiadający króla
- 1961: Drugi człowiek – znajomy Krystyny
- 1961: Droga na Zachód – porucznik, dowódca pociągu
- 1962: Pistolet typu „Walter P-38” – gestapowiec
- 1962: Mój stary – mąż właścicielki suczki Miki
- 1963: Zbrodniarz i panna – Henryk Zawadzki, złodziej hotelowy
- 1963: Rozwodów nie będzie – urzędnik USC; występuje także w 3 noweli
- 1963: Ranny w lesie – „Ćwiek”
- 1963: Pamiętnik pani Hanki – Lutek Wybranowski
- 1963: Naprawdę wczoraj – mężczyzna na bankiecie
- 1963: Daleka jest droga – rotmistrz
- 1964: Życie raz jeszcze – dowódca oddziału NSZ zatrzymującego pociąg
- 1964: Rękopis znaleziony w Saragossie – Don Pedro Uzeda, kabalista
- 1964: Giuseppe w Warszawie – konspirator odbierający „Satyra”
- 1965: Sam pośród miasta – barman w lokalu
- 1965: Perły i dukaty – Wiktor
- 1965: Dzień ostatni, dzień pierwszy – „Jeremi”
- 1966: Piekło i niebo – oficer w czyśćcu
- 1966: Pieczone gołąbki – gość z Zachodu
- 1966: Kochajmy syrenki – cwaniak Nurkiewicz
- 1966: Gdzie jest trzeci król – komisarz Didot z Interpolu
- 1966: Chciałbym się ogolić – śledzący samochód klienta
- 1966: Bariera – kelner
- 1967: Opowieści niezwykłe – sługa szejka
- 1967: Dziadek do orzechów – tajny sekretarz
- 1968: Wilcze echa – oficer na koniu, podwładny majora
- 1968: Stawka większa niż życie – kapitan Boldt w odc. 7 „Podwójny nelson”
- 1969: Wszystko na sprzedaż – mężczyzna przy barze w „Kamieniołomach”
- 1969: Urząd – lokaj mecenasa
- 1970: Kolumbowie – oficer sztabowy
- 1970: Dzięcioł – złodziej w supersamie i na prywatce
- 1970: Album polski – NSZ-owiec
- 1973: Wielka miłość Balzaka – mężczyzna na ślubie Anny Hańskiej i Jerzego Mniszcha
- 1974: Izkustvenata patica – Boliński
- 1974: Czterdziestolatek – dziennikarz Polskiego Radia

Źródło.